# اختصاصي بصريات

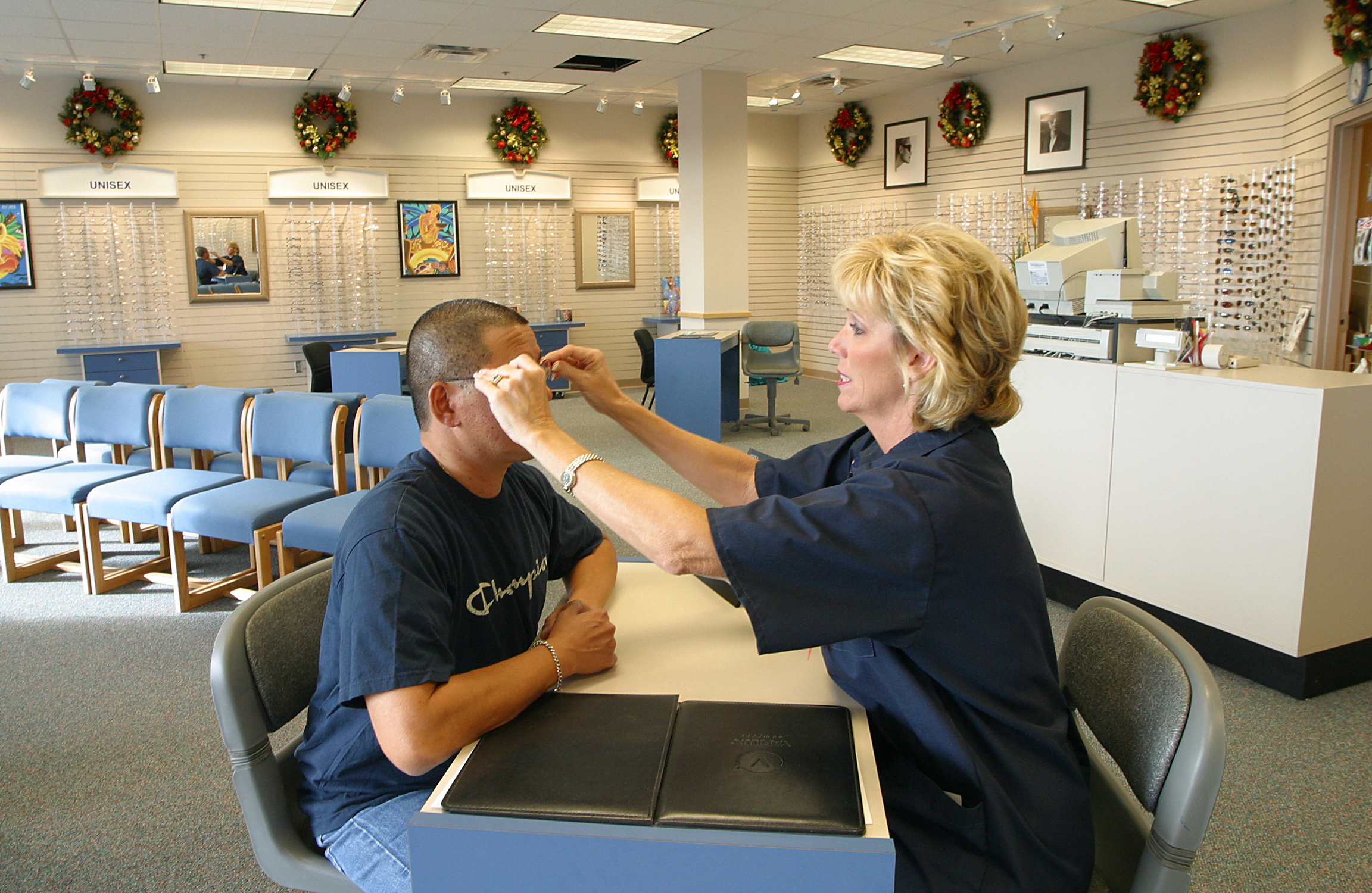
اختصاصي بصريات تابع للبحرية الأمريكية يقوم بتعديل نظارات أحد العملاء

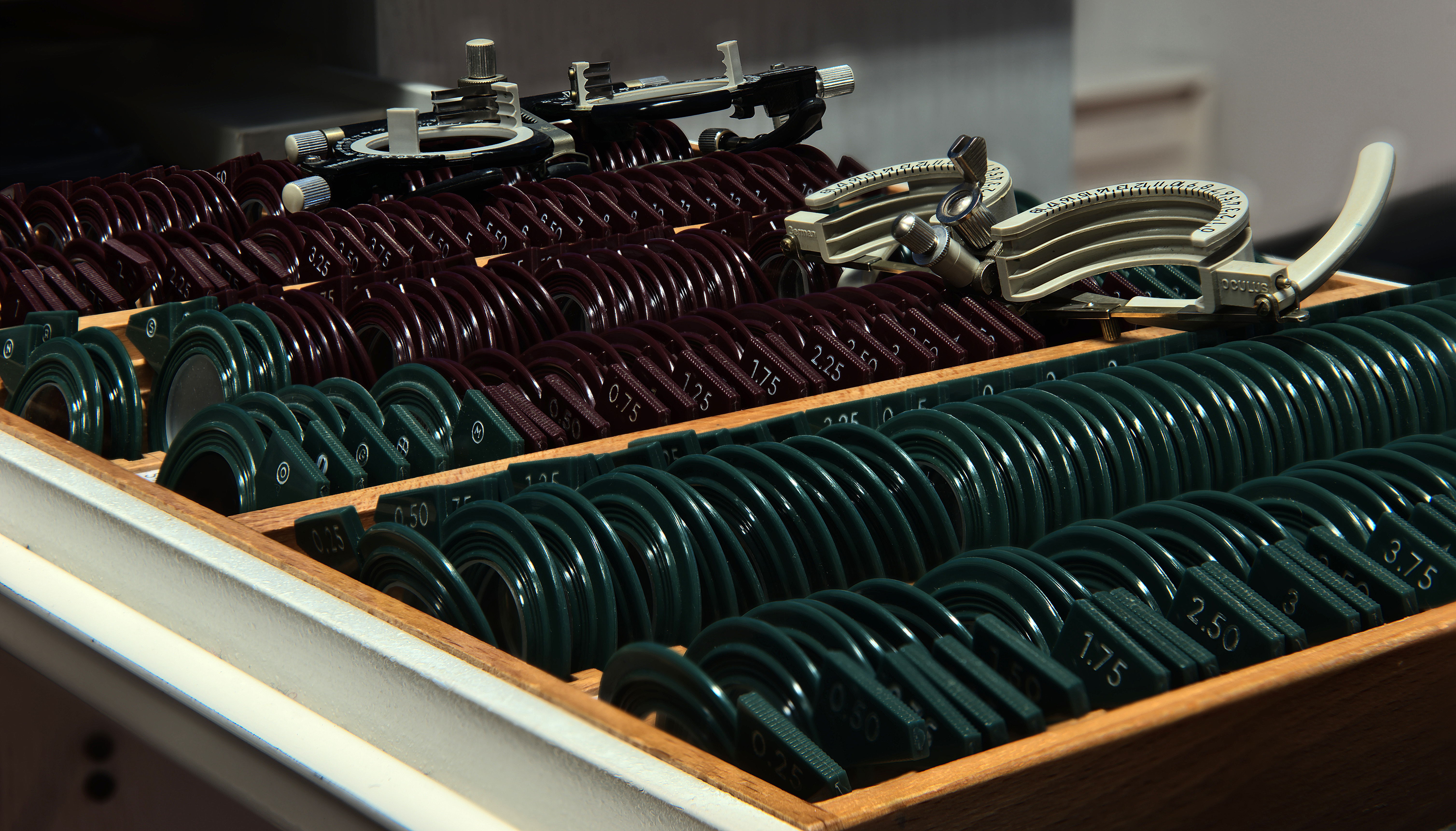
صورة توضح الإطارات التجريبية والعدسات

اختصاصي البصريات أو النظَّاراتيّ(مرادفات) هو ممارس تقني يصمم العدسات التصحيحية ويناسبها ويوزعها لتصحيح نظر الشخص. يحدد اختصاصيو البصريات مواصفات أجهزة العيون المختلفة التي ستوفر التصحيح اللازم لبصر الشخص. يقوم بعض اختصاصي البصريات المسجلين أو المرخص لهم أيضًا بتصميم وتركيب أجهزة خاصة لتصحيح العيوب التجميلية أو الرضحية أو التشريحية. هذه الأجهزة تسمى الأصداف أو العيون الاصطناعية. يقوم اختصاصيو البصريات المسجلون أو المرخصون بتصنيع العدسات وفقًا لمواصفاتهم الخاصة وتصميم وتصنيع إطارات النظارات والأجهزة الأخرى.
أجهزة طب العيون التصحيحية قد تكون هي العدسات اللاصقة أو عدسات النظارات أو مساعدات ضعف الرؤية أو الأطراف الصناعية للعين للذين يعانون من ضعف البصر. ويتم تثبيت الأجهزة إما على العين كعدسات لاصقة أو في إطار أو حامل أمام العين كالنظارة أو النظارة أحادية.
قد يعمل اختصاصيو البصريات في أماكن مختلفة ومتنوعة مثل الممارسات والخطط المشتركة أو المستشفيات أو المختبرات أو مراكز العناية بالعيون أو متاجر البيع بالتجزئة. ومع ذلك، يتعين على اختصاصيي البصريات المسجلين تلبية معايير الممارسة والتدريب، والالتزام بالتعليم المستمر، والتأمين على المسؤولية المهنية، والالتزام بهذه المعايير من قبل الهيئات التنظيمية المعنية.
اختصاصي البصريات المعتمد بالكامل في الولايات المتحدة حاصل على تعليم جامعي في العلوم البصرية ومعروف باسم اختصاصي البصريات البصري (O.O.) وقد تم اعتماده من قبل جمعية تطوير البصريات (SAO) لتحقيق هذا اللقب المسجل على المستوى الوطني، يجب على اختصاصي البصريات تحقيق مزيج من التعليم الجامعي، والشهادات المتقدمة من المجلس الأمريكي American Board of Opticianryلفحص البصريات وفاحصي العدسات اللاصقة الوطنية، أو الحفاظ على ترخيص الولاية الخاص بهم في كل من توزيع النظارات وتركيب العدسات اللاصقة عند الاقتضاء. في المملكة المتحدة، كان مصطلح اختصاصي البصريات هو المصطلح المستخدم لأولئك الذين مارسوا قياس البصر قبل الثمانينيات وتم استبداله بـ «اختصاصي البصريات» في العقود القليلة الماضية. تظل اللائحة المهنية مع المجلس البصري العام General Optical Councilبموجب قانون اختصاصيي البصريات لعام 1989.
مثل العديد من مقدمي الرعاية الصحية، فإن اختصاصيي البصريات هم متخصصون مرخصون في بعض البلدان. غالبًا ما يتم تنظيم المهنة من قبل وكالات متخصصة في مجال البصريات، كما هو الحال في كندا وبعض الولايات الأمريكية، أو بالاشتراك مع فحص البصريات مثل اختصاصي البصريات النيوزيلندي ومجلس توزيع البصريات أو المجلس البصري العام في المملكة المتحدة. قد يعمل اختصاصيو البصريات بشكل مستقل أو بشكل مستقل مع اختصاصي البصريات أو طبيب العيونعلى الرغم من أن بعض اختصاصيي البصريات قد يعملون في مختبر بصري كاختصاصي بصريات فني. يقوم اختصاصيو البصريات بتحويل وصفة طبية لتصحيح الخطأ الانكساري إلى عدسة عين أو جهاز آخر، مثل الوسائل المساعدة على القراءة أو العدسات التلسكوبية.

## الأسماء
مرادفات:  النظَّاراتيّ أو الخبير البصري أو الخبير بالبصريات أو اختصاصي البصريات أو اختصاصي العدسات أو  العُوَيْنَاتيّ أو خبير النظارات أو أخصائي بصريات

## تاريخ اختصاصيي البصريات وصانعي النظارات

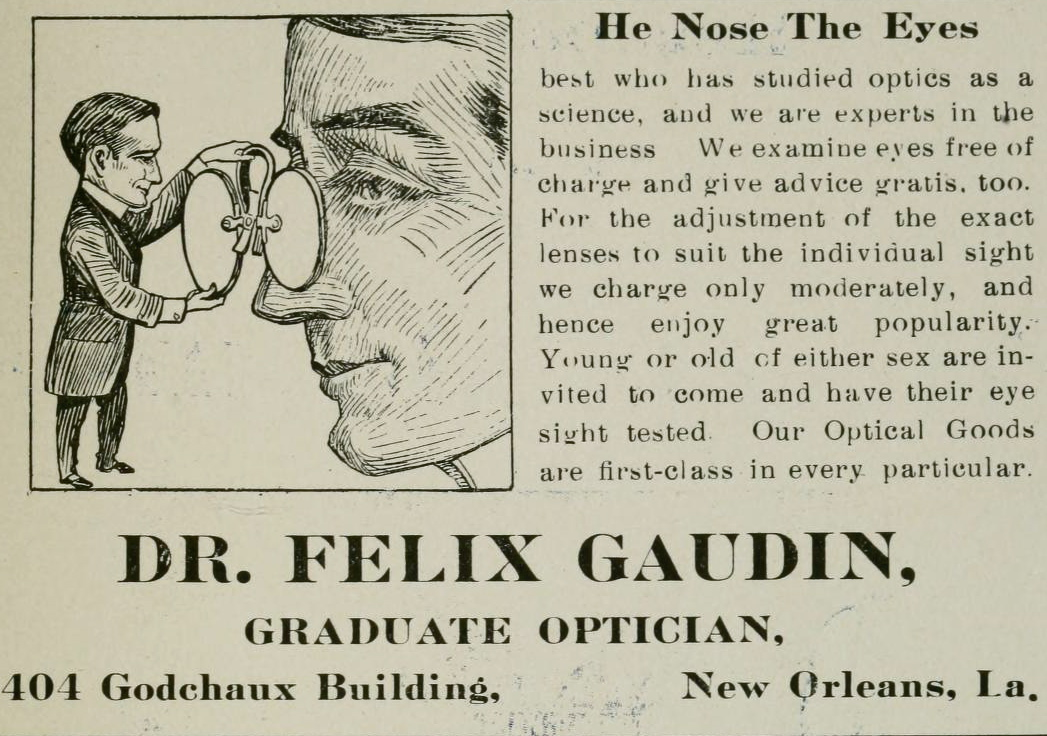
"أنف العيون". 1910 إعلان للدكتور فيليكس غودين ، "خبير بصريات" ، بنيو أورلينز

رسم توماسو دا مودينا أول تمثيل فني معروف للنظارات في عام 1352. وقد رسم سلسلة من اللوحات الجدارية لأخوة يقرؤون المخطوطات بكفاءة أو يكررونها. أحدهما يحمل عدسة مكبرة والآخر معلق على أنفه. وبمجرد أن أسس توماسو هذا المثال، قام الرسامون الآخرون بوضع نظارات على أنوف العديد من الموضوعات، ومن المؤكد تقريبًا أنها تمثل الحكمة والاحترام.
وكان إدخال العدسات المقعرة لقصر النظر أو قصر النظر من أكثر التطورات الجديرة بالملاحظة في إنتاج النظارات في القرن الخامس عشر. ارتدى البابا ليو العاشر، الذي كان قصير النظر للغاية، نظارات مقعرة عند الصيد وأعلن أنها مكنته من رؤية أوضح من زملائه.
استخدمت النظارات الأولى عدسات كوارتز منذ أن لم يتم تطوير الزجاج البصري. تم تثبيت العدسات في حوامل من العظام والمعدن والجلد، وكثيرًا ما يتم تشكيلها مثل نظارتين صغيرتين مكبرتين مع مقابض مثبتة معًا ومثبتة على شكل V مقلوب يمكن موازنتها على جسر الأنف. امتد استخدام النظارات من إيطاليا إلى ألمانيا وإسبانيا وفرنسا والبرتغال.
منذ نشأتها، شكلت النظارات معضلة لم يتم حلها منذ ما يقرب من 350 عامًا: كيفية إبقائها على جسر الأنف دون أن تسقط. جرب صانعو النظارات الأسبان في القرن السابع عشر شرائط من الحرير يمكن ربطها بالإطارات ثم لفها فوق الأذنين. حمل المبشرون الإسبان والإيطاليون العارضات الجدد إلى مرتدي النظارات في الصين. كان الصينيون يعلقون القليل من أوزان السيراميك أو المعدن على الأوتار بدلاً من صنع الحلقات. وفي عام 1730، أتقن اختصاصي بصريات من لندن يدعى إدوارد سكارليت استخدام قطع جانبية صلبة توضع فوق الأذنين. انتشر هذا الاختراع بسرعة في جميع أنحاء القارة. وفي عام 1752 أعلن جيمس أيسكوف James Ayscough عن اختراعه الأخير، وهو نظارات ذات قطع جانبية مزدوجة. أصبحت هذه شائعة للغاية وتظهر في كثير من الأحيان أكثر من أي نوع آخر في اللوحات والمطبوعات في تلك الفترة. تم تصنيع العدسات من زجاج ملون وكذلك الشفاف. شعرت Ayscough أن العدسات الزجاجية الشفافة تعطي وهجًا مزعجًا. في إسبانيا عام 1763، أوصى بابلو مينجوت بالعدسات الفيروزية أو الخضراء أو الصفراء ولكن ليس العنبر أو الأحمر.
كان الأوروبيون، ولا سيما الفرنسيون، مدركين لاستخدام النظارات الطبية. استخدم الأرستقراطيون الباريسيون أدوات القراءة في السر فقط. استخدم طبقة النبلاء في إنجلترا وفرنسا «زجاج منظور» أو أحادي العين يمكن إخفاؤه عن الأنظار بسهولة، ولكن في إسبانيا، كانت النظارات شائعة بين جميع الطبقات لأنهم كانوا يعتبرون النظارات أكثر أهمية وفخامة.
استورد الأمريكيون المستعمرون بعيدو النظر أو المسنون نظارات من أوروبا. كانت النظارات في المقام الأول مخصصة للمستعمرين الأثرياء والمتعلمين، الذين كانوا يحتاجون إلى جهاز ثمين وثمين. طور بنجامين فرانكلين في ثمانينيات القرن الثامن عشر النظارات ثنائية البؤرة. تقدمت العدسات ثنائية البؤرة قليلاً في النصف الأول من القرن التاسع عشر. تم تقديم المصطلحين ثنائي البؤرة وثلاثي البؤرة في لندن من قبل جون إسحاق هوكينز، الذي تم تسجيل براءة اختراعه في عام 1827. في عام 1884، مُنح ب. كلاهما كان له عيوب خطيرة تتمثل في المظهر القبيح، والهشاشة، وجمع الأوساخ عند الخط الفاصل. في نهاية القرن التاسع عشر، تم دمج قسمي العدسة بدلاً من تثبيتهما في مطلع القرن العشرين، كانت هناك زيادة كبيرة في استخدام النظارات ثنائية البؤرة.

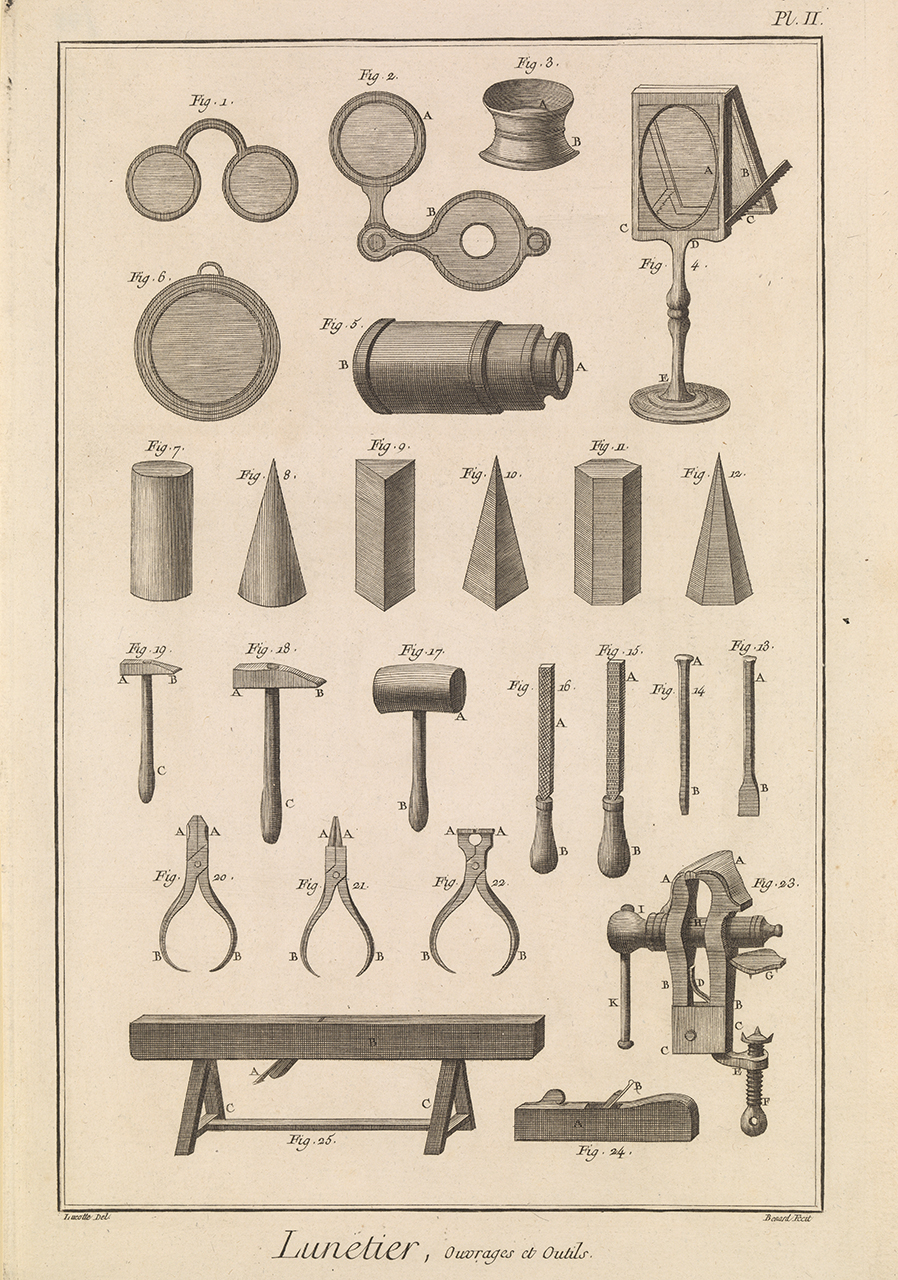
لوحة توضح أدوات اختصاصيي البصريات ومنتجات عملهم ، بما في ذلك النظارات والمنظار

بين عامي 1781 و 1789، تم تصنيع النظارات الفضية ذات المعابد المنزلقة في فرنسا. ومع ذلك، لم يكتسبوا شعبية واسعة حتى القرن التاسع عشر. بدأ John McAllister من فيلادلفيا في تصنيع النظارات مع المعابد المنزلقة التي تحتوي على نهايات معقودة كان من السهل استخدامها مع الشعر المستعار الذي كان ذائع الصيت آنذاك. الحلقات تكمل عدم كفاية الثبات، من خلال السماح بإضافة حبل أو شريط يمكن ربطه خلف الرأس، وبالتالي تثبيت النظارات بإحكام في مكانها.
في عام 1826، انتقل ويليام بيتشر من ولاية كونيتيكت إلى ولاية ماساتشوستس لتأسيس متجر لتصنيع المجوهرات والبصريات. كانت أولى قطع طب العيون التي صنعها عبارة عن نظارات فضية، تبعها فيما بعد فولاذ أزرق. في عام 1869 تأسست شركة البصريات الأمريكية واستحوذت على ممتلكات ويليام بيتشر. في عام 1849 هاجر جيه جيه باوش من ألمانيا إلى الولايات المتحدة. كان قد عمل بالفعل في تدريب مهني كطبيب بصريات في موطنه الأصلي ووجد عملاً في برن. كان سداده للعمل على زوج كامل من النظارات يساوي ستة سنتات. واجه السيد باوش أوقاتًا صعبة في أمريكا من عام 1849 حتى عام 1861، وفي ذلك الوقت اندلعت الحرب. عندما منعت الحرب استيراد إطارات النظارات، ارتفع الطلب على إطاراته المطاطية الصلبة. تبع ذلك التوسع المستمر وتم تشكيل شركة Bausch and Lomb الكبيرة.
تم إدخال المونوكل، الذي كان يسمى في البداية «حلقة العين»، في إنجلترا في أوائل القرن التاسع عشر؛ على الرغم من أنه تم تطويره في ألمانيا خلال القرن الثامن عشر. درس الشاب النمساوي يوهان فريدريش فويغتلاندرJohann Friedrich Voigtländer البصريات في لندن وأعاد فكرة المونوكل إلى ألمانيا معه. بدأ في صنع الأحادية في فيينا حوالي عام 1814 وانتشرت الموضة واتخذت جذورًا قوية بشكل خاص في ألمانيا وروسيا. كان أول من يرتدي أحادي العين من السادة الطبقة العليا، الأمر الذي قد يكون سببًا في هالة الغطرسة التي يبدو أنها تضفي على مرتديها. بعد الحرب العالمية الأولى، سقطت سمعة أحادية العدسة، وسارع سقوطها في مجال الحلفاء، بلا شك، بسبب ارتباطها بالجيش الألماني.
كان Lorgnette ، وهما عدستان في إطار يحمله المستخدم بمقبض جانبي، تطورًا آخر في القرن الثامن عشر (بواسطة الإنجليزي جورج آدامز). يكاد يكون من المؤكد أن lorgnette تطور من مقص الزجاج، الذي كان عبارة عن نظارات مزدوجة على مقبض. بالنظر إلى أن فرعي المقبض قد اجتمعا معًا تحت الأنف وبدا كما لو كانا على وشك قطعه، فقد عُرفوا باسم مناظير ciseaux أو نظارات المقص. غير الإنجليز حجم وشكل الكؤوس المقصية وأنتجوا lorgnette. غالبًا ما كان الإطار والمقبض مزخرفين بشكل فني، نظرًا لأن النساء استخدمن في الغالب كقطعة مجوهرات أكثر من كونهما وسيلة مساعدة بصرية. حافظت lorgnette على شعبيتها بين سيدات الموضة، اللائي اخترن عدم ارتداء النظارات. حافظت lorgnette على شعبيتها حتى نهاية القرن التاسع عشر.
يُعتقد أن Pince-nez ظهر في أربعينيات القرن التاسع عشر، ولكن في الجزء الأخير من القرن كان هناك ارتفاع كبير في شعبية pince-nez لكل من الرجال والنساء. كان السادة يرتدون أي نمط يناسبهم - ثقيل أو رقيق، مستدير، أو بيضاوي، مستقيم، أو متدلي - عادة على شريط أو حبل أو سلسلة حول الرقبة أو متصلة بطية صدر السترة. غالبًا ما كانت السيدات ترتدين النمط البيضاوي بدون إطار على سلسلة ذهبية فاخرة يمكن لفها تلقائيًا في حامل نظارات بحجم زر مثبت على الفستان. مهما كانت مساوئ pince-nez ، فقد كانت مريحة.
وفي القرن التاسع عشر، كانت مسؤولية اختيار العدسة الصحيحة تقع، كما هو الحال دائمًا، على عاتق العميل. حتى عندما يُطلب من اختصاصي العيون الاختيار، كان ذلك غالبًا على أساس غير رسمي إلى حد ما. كانت النظارات لا تزال متاحة من الباعة المتجولين. أصبحت النظارات ذات العدسات المستديرة الكبيرة وإطارات صدف السلحفاة هي الموضة في حوالي عام 1914. واستمر ارتداء النظارات المستديرة الهائلة والنظارات المستديرة في العشرينيات. في الثلاثينيات، كان هناك تركيز متزايد على أسلوب النظارات مع مجموعة متنوعة من النظارات المتاحة. كتب Meta Rosenthal في عام 1938 أن pince-nez كان لا يزال يرتديه الأرملة، والعاملين في الرأس، والرجال المسنين، وعدد قليل من الآخرين. كان يرتدي أحادي العين أقلية فقط في الولايات المتحدة. ومع ذلك، أصبحت النظارات الشمسية شائعة جدًا في أواخر الثلاثينيات.

## المعدات
يستخدم اختصاصيو البصريات مجموعة متنوعة من المعدات لتركيب النظارات والعدسات اللاصقة ومساعدات ضعف البصر وتعديلها وتوزيعها.
يتطلب الاستغناء عن النظارات استخدام مقياس البؤرة، أو مقياس العدسة، للتحقق من الوصفة الطبية الصحيحة في زوج من النظارات، وتوجيه العدسات غير المصقولة ووضع علامات عليها بشكل صحيح، وتأكيد التركيب الصحيح للعدسات في إطارات النظارات. تمتلك بعض مقاييس العدسة أيضًا القدرة على فحص العدسات اللاصقة.
المعلمات التي يتم تقييمها بواسطة مقياس العدسة هي الكرة والأسطوانة والمحور وإضافة، وفي بعض الحالات، المنشور. يستخدم مقياس العدسة أيضًا للتحقق من دقة العدسات التقدمية، وغالبًا ما يكون قادرًا على تحديد مركز العدسة والعديد من القياسات الأخرى المهمة للأداء المناسب للعدسة.
قطعة أخرى من المعدات التي لا غنى عنها هي مقياس الحدقة. مقياس الحدقةPupilometer هو أداة لقياس المسافة بين الحدقة بدقة أكبرPupillary distance (IPD أو PD). يتم استخدامه لتركيب النظارات بحيث تتركز العدسات في المحور البصري. هذه هي التسمية الأكثر شيوعًا. يمكن تشغيل مقياس الحدقة يدويًا أو قد يكون رقميًا. يمكن أيضًا استخدام مقاييس الحدقة للتحقق من قياس PD المأخوذ يدويًا باستخدام مسطرة ملليمتر. يعتبر مقياس حدقة العين هو الأنسب لضمان أفضل في تركيب العدسات التقدمية والعدسات المتخصصة الأخرى، حيث أن الأخطاء الصغيرة تسبب إجهاد العين. كما تم تطوير تطبيقات مقياس الحدقة للهواتف الذكية والأجهزة اللوحية.
يتطلب تركيب العدسات اللاصقة والاستغناء عنها استخدام معدات إضافية، وكل ذلك لأغراض محددة للغاية. مقياس القرنية Keratometerهو أداة تشخيصية لقياس انحناء السطح الأمامي للقرنية، وخاصة لتقييم مدى ومحور الاستجماتيزم. اخترعه طبيب العيون الفرنسي صموئيل هانكينز في عام 1880. يستخدم اختصاصيو البصريات، مثل أطباء العيون وفاحصي البصريات، مصباحًا شقيًا / مجهرًا حيويًا لفحص الجزء الأمامي، أو الهياكل الأمامية والجزء الخلفي من العين البشرية، والتي تشمل الجفن، والصلبة، والملتحمة، والقزحية، والعدسة البلورية الطبيعيةعدسة (تشريح) ، والقرنية. يوفر فحص المصباح الشقي ثنائي العينين رؤية مجسمة مكبرة لهياكل العين بالتفصيل، مما يتيح إجراء التشخيصات التشريحية لمجموعة متنوعة من حالات العين.
بينما يجلس المريض على كرسي الفحص، يضع ذقنه وجبهته على دعامة لتثبيت رأسه. باستخدام المجهر الحيوي، يشرع طبيب العيون في فحص عين المريض. يمكن لمس شريط ورق ناعم ملطخ بالفلورسين، صبغة فلورية، على جانب العين؛ هذا يلطخ الفيلم المسيل للدموع على سطح العين للمساعدة في الفحص. يتم شطف الصبغة بشكل طبيعي من العين بالدموع. لا يحتاج البالغون إلى إعداد خاص للاختبار؛ ومع ذلك، قد يحتاج الأطفال إلى بعض الإعداد، اعتمادًا على العمر والتجارب السابقة ومستوى الثقة.
قائمة المعدات المستخدمة من قبل اختصاصي البصريات واسعة النطاق وغالبًا ما يتم تحديدها في معايير الممارسة المهنية الخاصة بالولاية القضائية. تعد معايير كلية البصريات في كولومبيا البريطانية مثالاً على ذلك.

## على حسب البلد

### كندا
تطلب جميع المقاطعات في كندا من اختصاصي البصريات إكمال التدريب الرسمي والتعليم في مجال البصريات، ثم يجب عليهم اجتياز اختبارات الكفاءة قبل الحصول على الترخيص الحكومي. تتطلب بعض المقاطعات (أونتاريو وكيبيك) ترخيصًا واحدًا لاختصاصي بصريات يتضمن كلاً من صرف النظارات والعدسات اللاصقة، في حين أن المقاطعات الأخرى لديها ترخيصان منفصلان، أحدهما لكل من النظارات الطبية والعدسات اللاصقة.
تسمح التغييرات الأخيرة على لوائح بريتيش كولومبيا للبصريات لاختصاصيي البصريات المؤهلين في تلك المقاطعة باختبار رؤية الأشخاص وإعداد تقييم للعدسات التصحيحية المطلوبة للعميل. باستخدام نتائج التقييم، يمكن لطبيب العيون تحضير وتوزيع النظارات أو العدسات اللاصقة. يُسمح أيضًا لاختصاصيي البصريات في ألبرتا، في ظل ظروف معينة، بتكسير وتحضير وتوزيع النظارات والعدسات اللاصقة

#### المنظمات التنظيمية الإقليمية
لكل مقاطعة كندية كلية أو مجلس تنظيمي خاص بها يوفر التسجيل أو الترخيص لاختصاصيي البصريات. تتمتع الهيئة التنظيمية (التي تُعرف غالبًا باسم «الكلية» ولكنها منفصلة عن مؤسسة تعليمية ولا يجب الخلط معها) بتفويض حكومي لحماية الجمهور. وهذا يشمل إنفاذ القوانين الإقليمية (قانون البصريات) وحملات التوعية العامة.

#### الرابطة الوطنية لمنظمي البصريات الكنديين (NACOR)
الرابطة الوطنية لمنظمي البصريات الكنديينNational Association of Canadian Opticianry Regulators (NACOR) هي منظمة تضم جميع الهيئات التنظيمية لفني البصريات في المقاطعات في كندا (باستثناء كيبيك). تدير NACOR أيضًا فحص (اختبارات) البصريات الوطني في كندا. منذ عام 2001، وافقت جميع الولايات القضائية (باستثناء كيبيك) على اتفاقية الاعتراف المتبادل بين منظمي البصريات التي تضمن تنقل العمالة لجميع اختصاصيي البصريات في جميع أنحاء البلاد دون الحاجة إلى مزيد من الفحص. تتطلب جميع المقاطعات (باستثناء كيبيك) من الأفراد تحقيق علامة النجاح في الامتحان الوطني كشرط للترخيص كاختصاصي بصريات.
على الرغم من عدم مشاركة كيبيك في المبادرات الوطنية، فإن اختصاصيي البصريات الكنديين الذين ينتقلون إلى كيبيك قادرون على التسجيل والممارسة في تلك المقاطعة بشرط أن يستوفوا متطلبات لغوية معينة.

#### جمعيات المقاطعات
تمتلك معظم المقاطعات الكندية جمعيات بصريات إقليمية خاصة بها تهتم بمصالح أعضائها على مستوى المقاطعات، مثل المناصرة. تلعب بعض الهيئات التنظيمية الإقليمية دورًا أو غرضًا مزدوجًا وتعمل أيضًا كرابطة لتلك المقاطعة. بالإضافة إلى حماية مصالح أعضائها، تقوم الجمعيات الإقليمية أيضًا بمبادرات المصلحة العامة مثل توفير فحص الرؤية للأطفال في المدارس، أو تنظيم ندوات التطوير المهني.
تأسست في عام 1989، جمعية البصريات الكندية هي منظمة وطنية لجميع جمعيات البصريات الإقليمية في كندا. يتمثل دور OAC في الدفاع عن المصالح المختلفة لاختصاصيي البصريات على أساس وطني.

#### التعليم
كشرط أساسي للتسجيل في أي مقاطعة من مقاطعات كندا، يُطلب من اختصاصيي البصريات إكمال دورة في إحدى المؤسسات التعليمية المعتمدة من NACOR. يجوز للأشخاص من ولاية قضائية دولية التقدم إلى وكالة تنظيمية إقليمية لتقييم معادلة تعليمهم. لا يتم رفض مثل هذه الطلبات بشكل غير معقول.

### غانا
في غانا، يتم تدريب اختصاصيي البصريات في معهد تدريب فني البصريات (OTTI) في أويوكو بمنطقة أشانتي. يتكون البرنامج التدريبي من برنامج دبلوم مدته 3 سنوات. حل برنامج الدبلوم محل برنامج الشهادة لمدة عامين. في برنامج الدبلوم الجديد لمدة 3 سنوات، يتم إنفاق فصل دراسي واحد مدته حوالي 4 أشهر على الإلحاق كل عام دراسي. في الوقت الحاضر، يتم إجراء الترتيبات لإنشاء انتساب مع قسم البصريات ، جامعة الملك عبد الله للعلوم والتقنية. يوجد حاليًا حوالي 100 اختصاصي بصريات في البلاد.

### نيجيريا
يتم تنظيم عملية توزيع اختصاصيي البصريات من قبل مجلس تسجيل اختصاصي البصريات وصرف النظر في نيجيريا (ODORBN). البرنامج التدريبي عبارة عن برنامج دبلوم مدته 3 سنوات في مؤسسة ترخيص مجلس الإدارة والتي تقع في جميع المناطق الجيوسياسية للأمة. بعض المؤسسات التدريبية هي Kwara State College of Health Technology (Offa)، Federal Polytechnic (Nekede)، Millenium College of Health tehnology.

### المملكة المتحدة
يتم تنظيم اختصاصي البصريات أو اختصاصيي توزيع البصريات من قبل المجلس البصري العام (GOC). يقوم اختصاصي البصريات بتوجيه المشورة بشأن النظارات الأكثر ملاءمة وتناسبها وتزويدها بعد مراعاة الاحتياجات البصرية ونمط الحياة والمهنية لكل مريض. يلعب توزيع اختصاصيو البصريات أيضًا دورًا مهمًا في تركيب العدسات اللاصقة وتقديم المشورة وتوزيع مساعدات ضعف البصر لأولئك الذين يعانون من ضعف البصر وفي تقديم المشورة للأطفال والاستغناء عنها عند الاقتضاء.
جمعية اختصاصيي البصريات في المملكة المتحدة (ABDO) هي الهيئة المؤهلة لتوزيع اختصاصيي البصريات في المملكة المتحدة (المملكة المتحدة). زميل أخصائى البصريات الاستغناء عن البريطانيين (FBDO) هو المؤهل الأساسي لاختصاصيي البصريات الاستغناء عن المملكة المتحدة. تم منح هذا المؤهل حالة المستوى 6 (ما يعادل البكالوريوس) من قبل Ofqual Welsh Assembly Government ومجلس امتحانات المناهج وتقييمها (CCEA). تم تقييم المؤهلات الإضافية والعدسات اللاصقة وضعف البصر في المستوى 7 (ما يعادل درجة الماجستير).

### الولايات المتحدة الأمريكية
في الولايات المتحدة ، قد يتم اعتماد اختصاصي العيون ، من خلال الاختبار ، من قبل المجلس الأمريكي لطب العيون American Board of Opticianry(ABO) لملء الوصفة الطبية التي يطلبها طبيب العيون أو اختصاصي البصريات. ملاحظة: امتحان ABO غير معترف به على المستوى الوطني ولا يشير إلى ترخيص لممارسة اختصاصي بصريات. في ما يقرب من نصف الولايات ، الترخيص ليس شرطًا لصنع النظارات أو الاستغناء عنها. يقوم العديد من أطباء العيون بالاستغناء عنهم بأنفسهم ، ومن المعتاد أن يكون لدى عيادات العيون طبيب عيون في مقرها ؛ أو ، على العكس من ذلك ، لسلاسل البصريات الكبيرة أن يكون لديها فاحصي بصريات في مكاتبهم.
يتعلم بعض اختصاصيي البصريات مهاراتهم من خلال برامج التدريب الرسمية. تقدم المدارس الفنية المهنية والكليات ذات العامين برامج في مجال البصريات. تمنح برامج السنتين عادة درجة الزمالة. تقدم برامج السنة الواحدة شهادة. يتضمن التدريب عادة دورات في الرياضيات البصرية والفيزياء البصرية واستخدام الأدوات والمعدات. يمكن لاختصاصيي البصريات الآخرين أن يتدربوا على تعلم المهارات المطلوبة. تقبل العديد من برامج التعليم الرسمي ساعات عمل كمتدرب لتكملة أو استبدال اعتمادات الدورة التدريبية أيضًا.

## اختصاصيو البصريات البارزون
- جيمس ايسكوJames Ayscough
- كارل لوبمانCarl Laubman
- جون جاكوب باوش
- هنري لومب
- يوجين كالتEugène Kalt
- أكيم ليستنرAchim Leistner